# 大海航行靠舵手
《大海航行靠舵手》原名《干革命靠的是毛泽东思想》，创作于1964年春天，由李郁文作词，王双印作曲，在周恩来的指导下稍作曲子上的修改。该曲是一首歌颂毛泽东思想的歌曲，反映了当时中国工农兵群众学习毛泽东著作的热潮，也因此该曲在文革时期传唱度极高，曾為中華人民共和國事實上的國歌。该曲歌词简短，曲调明快，琅琅上口。另外，该曲曾在第三世界相当风行。

## 历史
1960年代初，中國举国上下正掀起学习毛泽东著作的热潮，王双印被工农兵群众学毛著的热情所感动，便与同在哈尔滨歌剧院工作的词作者李郁文合作，谱写了这首歌颂毛泽东思想的革命歌曲，最初的歌名是《干革命靠的是毛泽东思想》。
王双印在当年的“第二届哈尔滨之夏音乐会”上演唱了该歌，一时引起轰动。
1964年6月，周恩来在哈尔滨欢迎朝鲜领导人崔庸健时，王双印在迎宾晚会上演唱了该曲。演出结束后，总理特地接见了王双印。周恩来评价歌曲：“这首歌写得好，曲调明快，歌词形象生动！”并提出“个别音符是否可改用切分音”的建议。交谈结束之后，词曲作者根据总理的建议作了相应的修改。
后来，王双印又接受了原北京电视台（即今中央电视台前身）文艺部副主任王敬芝的建议，把歌曲的名称由《干革命靠的是毛泽东思想》改为《大海航行靠舵手》。
1976年10月24日，在粉碎“四人帮”后的百万军民庆祝大会上，新任中共中央主席、中央军委主席华国锋带领其他中央领导人在《大海航行靠舵手》的伴奏下登上天安门城楼，该曲又短暂成为了歌颂华国锋的歌曲，被广泛应用在各种新闻影片、纪录电影中。

## 歌曲影响
“大海航行靠舵手”曾出现在20世纪60年代中学课本（初中一年级的《毛泽东思想教育》课本）封面上。
文化大革命期間，林彪在一次題詞中借用其歌詞寫下「大海航行靠舵手，幹革命靠毛澤東思想」，一些人認為該題詞為歌曲賦予了新的「政治生命」。
由於歌曲影響較大，文革期間，原為哈爾濱歌劇院獨唱演員的曲作者王雙印先後被選為全國人大代表、中共黑龍江省委委員、黑龍江省革命樣板戲劇團負責人與黑龍江省文化局副局長，還曾經受到江青的接見。但在1976年，「四人幫」粉碎後被隔離審查，撤銷黨內外一切職務並開除中國共產黨黨籍，要求其交待與林彪和江青的關係，直到1987年才恢復黨籍。